# Marga Sanz Alonso
Rosario Margarita Sanz Alonso (València, 1951), coneguda també com a Marga Sanz, és una política valenciana.
És llicenciada en Ciències Econòmiques per la Universitat de València, i ha treballat de professora en l'Institut de Tavernes Blanques (l'Horta Nord) i Catedràtica d'Administració d'Empreses.
Ha estat secretària general del PCPV des del 2005 fins al 2010, i coordinadora general d'EUPV des de 2009 a 2016. També ha estat membre del Comitè Federal, de la Comissió Executiva del Partit Comunista d'Espanya i del Consell Polític Federal d'Izquierda Unida.
Des de l'1 de setembre de 2011, Marga Sanz es troba jubilada de manera anticipada, acollint-se a les jubilacions incentivades per a majors de 60 anys.

## Trajectòria política
Durant els anys setanta, sota la dictadura franquista, es va incorporar a l'organització d'estudiants del Partit Comunista d'Espanya (PCE) en la Universitat de València, i posteriorment va formar part de l'Oposició d'Esquerres del PCE, que es va transformar en Partido Comunista de los Trabajadores (PCT), una de les formacions que donarien lloc al Partit Comunista dels Pobles d'Espanya (PCPE) el 1984, partit pro-soviètic, del qual fou dirigent al Comité Central i candidata a les eleccions espanyoles i europees. Va ser també cap de llista a les Eleccions a les Corts Valencianes de 1991 en la circumscripció de Castelló per Plataforma d'Esquerres, una coalició formada pel PCPE i el PCE m-l.
A part de la seua militància comunista, Marga Sanz va desenvolupar la seua activitat pública principalment com sindicalista. Afiliada a la Federació d'Ensenyament de Comissions Obreres del País Valencià des de 1979, ha estat membre de la Junta de Personal de l'Ensenyament Públic No Universitària de les comarques de València i membre de la Comissió Executiva Confederal de Comissions Obreres del País Valencià entre 1996 i el 2004, així com membre del Patronat de la Fundació Pau i Solidaritat.
L'any 2001 tornà a ingressar en el PCE. A la fi de 2002 va ser triada coordinadora de l'Agrupació del Marítim de la ciutat de València, i com a tal es va incorporar al Comitè Local del PCPV de València, del que va formar part fins a la seua elecció com secretària general al maig de 2005.

### Secretària General del PCPV (2005-2010)
Marga Sanz fou escollida secretària general del PCPV al X Congrés dut a terme els dies 14 i 15 de maig de 2005, substituint Alfred Botella.
El 6 d'octubre de 2007, Marga Sanz es va postular com candidata alternativa d'IU a la Presidència de Govern en les eleccions espanyoles de 2008, enfront de Gaspar Llamazares, i amb l'aval de més del 25% dels membres del seu Consell Polític Federal i el suport del PCE i del corrent Espai Alternatiu, entre d'altres. La votació entre la militància es va realitzar per correu i l'escrutini va tenir lloc el 14 de novembre, resultant derrotada (Llamazares va obtenir un 63% dels vots, enfront del 37% de Sanz).

### Coordinadora General d'EUPV (2009-2016)
El 2009 es elegida Coordinadora General d'Esquerra Unida del País Valencià al congrés que la federació va celebrar en març a Massamagrell per substituir Glòria Marcos que havia patit molt de desgast per la crisi generada al si de la coalició Compromís pel País Valencià amb el Bloc Nacionalista Valencià i que va desencadenar l'escissió del corrent intern Esquerra i País liderada per Mónica Oltra i Pasqual Mollà el 2007.
Amb les diputades i diputats d'EUPV sense grup parlamentari propi a les Corts Valencianes per primera vegada en la història del parlamentarisme valencià, Marga Sanz pren possessió del càrrec de diputada en substitució de la mateixa Glòria Marcos el setembre de 2009 i un any més tard guanya les primàries per encapçalar la candidatura a la presidència de la Generalitat Valenciana a les eleccions de 2011 en què aconsegueix 5 escons i un 6% dels vots, mentre la nova coalició Compromís entre el BLOC i el partit escindit Iniciativa del Poble Valencià els superà amb 6 escons i un 7,37% dels vots.
Va tornar a presentar la seua candidatura a les primàries d'EUPV per a les eleccions a les Corts Valencianes de 2015 però aquesta vegada va perdre front al diputat Ignacio Blanco pel que li va cedir també el càrrec de Síndic-portaveu al grup parlamentari per tal de cedir-li protagonisme institucional. EUPV no aconseguí representació parlamentària amb un 4,38% dels vots.
Marga Sanz va dimitir com a Coordinadora General d'Esquerra Unida del País Valencià el gener de 2016 en un marc de greu crisi al si de la formació i amb crítiques per la incapacitat d'arribar a acords polítics amb altres partits com Podem o Compromís que sí varen aconseguir representació a les Corts Valencianes.